# Valaská
Valaská (allemand : Thiergarten bei Bries), est un village de Slovaquie situé dans la région de Banská Bystrica.

## Histoire
Première mention écrite du village en 1528.

## Démographie

### Évolution de la population
| Année:               | 1994. | 2004.   | 2014.   | 2024.    |
| -------------------- | ----- | ------- | ------- | -------- |
| Nombre de personnes: | 3867  | 3908    | 3826    | 3336     |
| Différence:          |       | +1,06 % | -2,09 % | -12,80 % |

| Année:               | 2023. | 2024.   |
| -------------------- | ----- | ------- |
| Nombre de personnes: | 3340  | 3336    |
| Différence:          |       | -0,11 % |